# Mazda RX-4
Der Mazda RX-4 (Bezeichnung in Japan: Mazda Luce Rotary) war eine von 1972 bis 1977 von dem japanischen Automobilhersteller Mazda hergestellte Baureihe der Mittelklasse mit Wankelmotor.

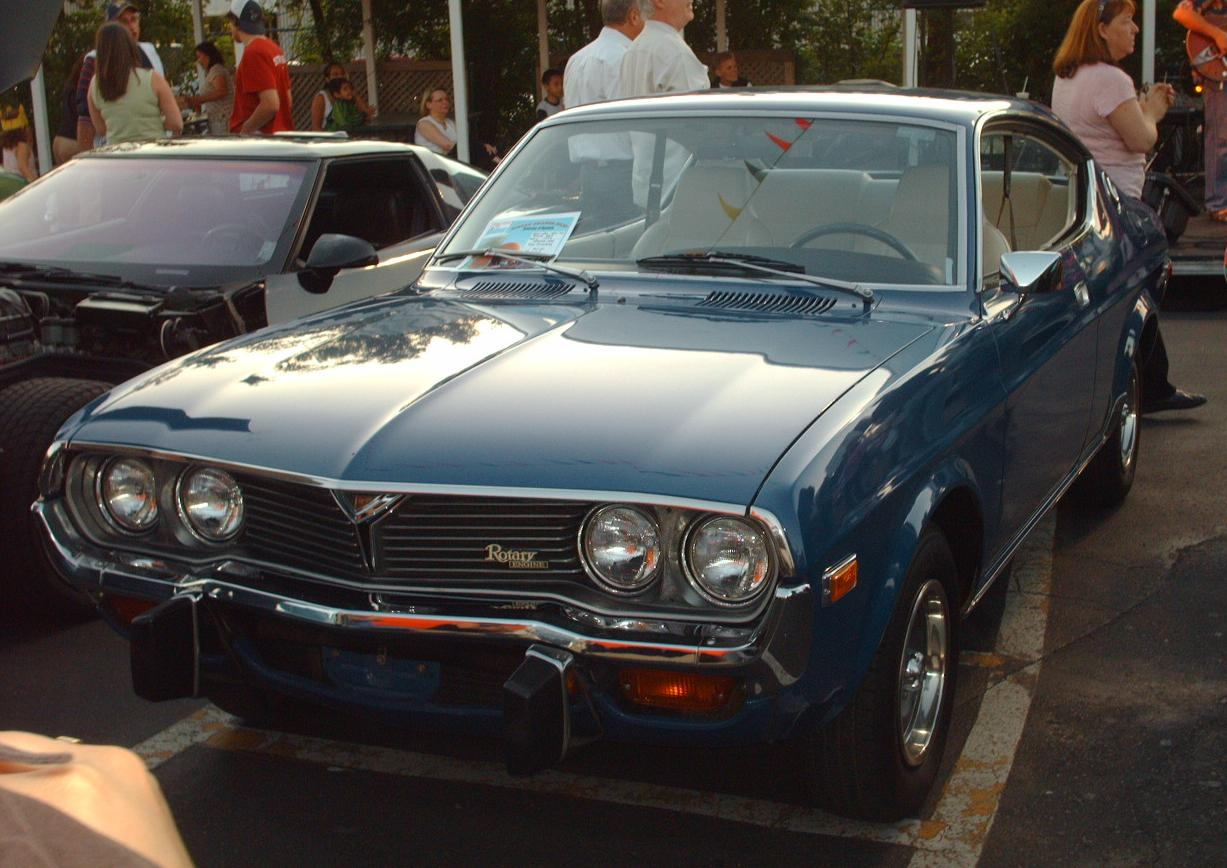
Mazda RX-4 Coupé, erste Version (1972–75)

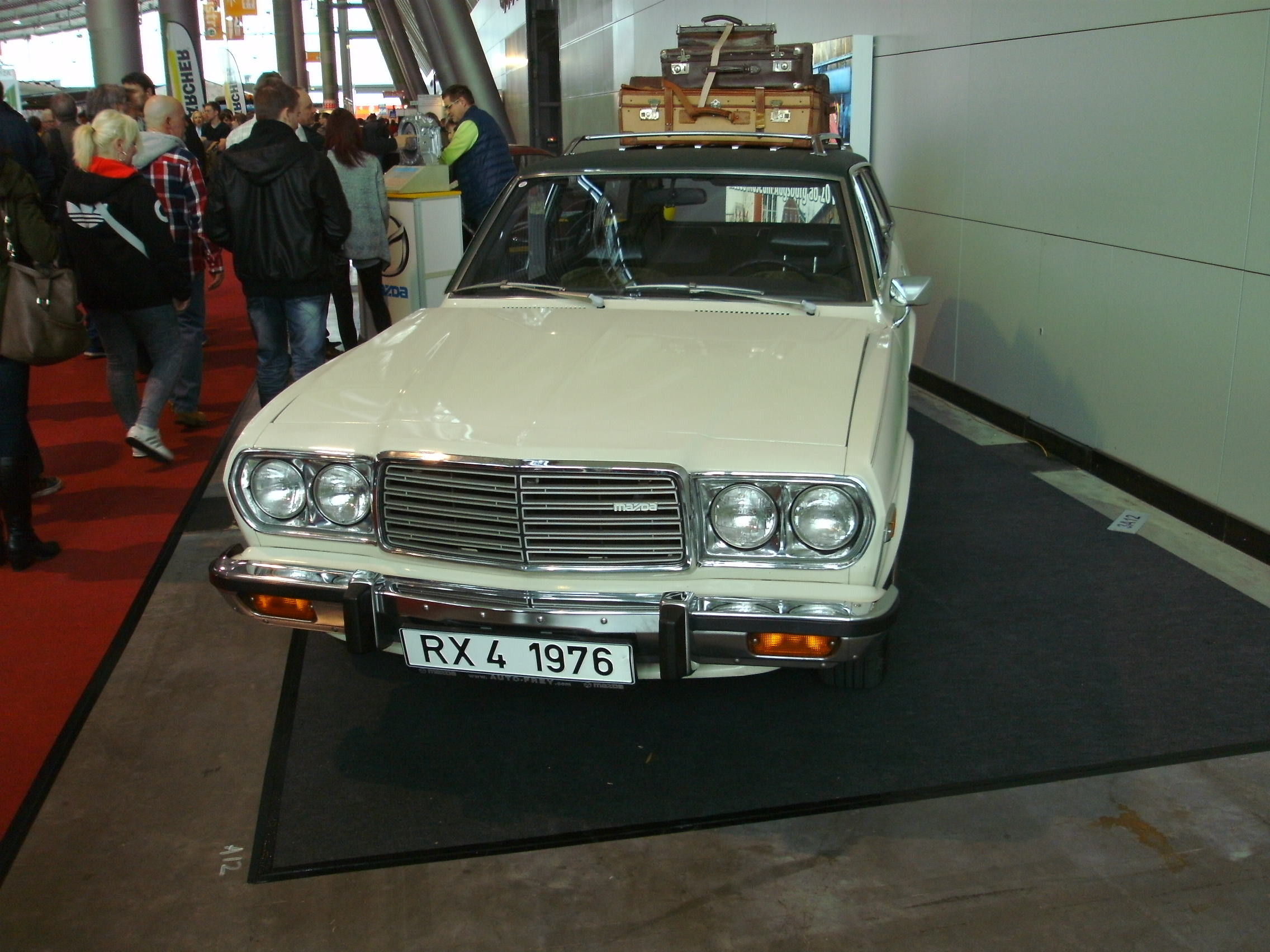
Mazda RX-4 Kombi, 1976

Mit Ausnahme des Wankelmotors entsprach der RX-4, den es als zweitüriges Hardtop-Coupé, als viertürige Limousine und als fünftürigen Kombi gab, dem Mazda 929 der ersten Generation. In technischer Hinsicht fiel der RX-4, vom Motor abgesehen, konventionell aus (starre Hinterachse, hintere Trommelbremsen).
Angetrieben wurde der RX-4 von einem Zweischeiben-Wankelmotor mit einem Kammervolumen von anfangs 1200, später (ab 1975) 1300 cm³ (93 kW/127 PS).
1976 erfuhr der RX-4 ein Facelift mit einer etwas einfacher und glatter gestalteten Frontpartie.
In Deutschland wurde der RX-4, anders als sein Pendant 929 mit konventionellem Hubkolbenmotor, nicht angeboten.